# Фагофобия
Фагофобия — психогенное расстройство глотания, страх подавиться. Она выражается в различных жалобах на глотание без каких-либо видимых физических причин, обнаруживаемых при физическом осмотре и лабораторных анализах. Устаревшим термином для этого состояния является страх удушья (пнигофобия). Было высказано предположение, что последний термин сбивает с толку, и необходимо отличать страх глотания от страха удушья.
Фагофобия классифицируется как специфическая фобия и в соответствии с классификацией DSM-IV относится к категории «другие фобии». Фагофобия может привести к страху еды, недоеданию и потере веса. В более легких случаях, фагофоб питается только мягкой и жидкой пищей.

## Причины возникновения
Фагофобия — расстройство исключительно психического происхождения, причины возникновения которого почти всегда уходят в детство фагофоба. Скорее всего, в детстве больной сильно подавился при глотании пищи, настолько, что возникло чувство удушья — из-за подобных ситуаций и возникает фагофобия — страх человека глотать, подавиться пищей.

## Эпидемиология
Приблизительно 6 % взрослых людей обращаются к оториноларингологу с жалобами на трудности с глотанием.
Наиболее частыми причинами этой проблемы являются нарушения проходимости пищевода и проблемы с подвижностью пищеварительного тракта, в других же случаях — жалобы возникают из-за фагофобии, нося тем самым не физический, а психологический характер. По результатам исследований, около 47 % людей, которые имеют проблемы с глотанием, могут страдать от фагофобии.

## Симптомы
Наиболее распространенные симптомы фагофобии, возникающие, как правило, при глотании пищи:
- Затрудненное дыхание;
- Головокружение;
- Повышенное потоотделение;
- Тошнота;
- Сухость во рту;
- Тремор (дрожание);
- Учащенное сердцебиение;
- Неспособность ясно мыслить/думать;
- Чувство отдаленности от реальности;
- Страх смерти от удушья.

В некоторых случаях наблюдается так же сильный приступ паники.
Фагофобию от других психологических расстройств и фобий отличает то, что в первом случае проблема возникает только тогда, когда человек пытается есть.

## Последствия
Одно из последствий фагофобии — похудение человека, который ей страдает. Это связано с тем, что фагофоб при приёме пищи избегает многочисленных продуктов. По этой же причине у таких людей со временем может появиться дефицит питательных веществ или витаминов.

## Рекомендации
- Klinger, RL; Strang, J. P. Psychiatric aspects of swallowing disorders (англ.) // Psychosomatics[англ.] : journal. — 1987. — Vol. 28, no. 11. — P. 572—6. — doi:10.1016/S0033-3182(87)72455-4. — PMID 3324155.